# Partinico
Partinico is een gemeente in de Italiaanse provincie Palermo (regio Sicilië) en telt 31.515 inwoners (31-12-2004). De oppervlakte bedraagt 110,3 km², de bevolkingsdichtheid is 286 inwoners per km².
De volgende frazioni maken deel uit van de gemeente: Parrini.

## Demografie
Partinico telt ongeveer 11227 huishoudens. Het aantal inwoners steeg in de periode 1991-2001 met 14,1% volgens cijfers uit de tienjaarlijkse volkstellingen van ISTAT.
| Jaar | Inwoneraantal |
| ---- | ------------- |
| 1991 | 27.182        |
| 2001 | 31.003        |

## Geografie
Partinico grenst aan de volgende gemeenten: Alcamo (TP), Balestrate, Borgetto, Carini, Giardinello, Monreale, Terrasini, Trappeto.

## Geboren
- Maria Luisa Filangeri (2000), voetbalster